# Ninigret
Ninigret (1600-1678) fou cabdill de la fracció niantick dels narragansett. El 1675 signà el tractat de Boston mercè el qual es mantenia neutral en la Guerra del Rei Felip contra els wampanoag de Metacomet, malgrat que bona part del seu poble va fer la guerra. Va morir a finals del 1676, i mercè a aquest tractat la seva tribu es va salvar de l'extermini.